# 小森谷泉
小森谷 泉（こもりや いずみ、1954年12月9日 - 2023年1月13日）は、日本のピアニスト。元桐朋学園大学教授、音楽学部学部長。茨城県古河市出身。

## 経歴
茨城県古河市で声楽家の父・小森谷二雄、ピアニストの母・マリ子の元で生まれ、3歳から母の手ほどきでピアノを始める。9歳で桐朋子供のための音楽教室（仙川教室）入室。大島久子に師事。
1969年に桐朋女子高等学校音楽科へ入学（音楽科は男女共学）。1976年桐朋学園大学音楽学部卒業。森安芳樹、井口基成に師事。
1977年にジュネーブ音楽院へ入学し、ルイ・ヒルトブランに師事。1980年にジュネーブ音楽院卒業。

## 主な受賞歴
- 1975年 - 第44回日本音楽コンクール ピアノ部門 第1位
- 1979年 - ロン＝ティボー国際コンクール 銀メダル
- 1980年 - マリア・カナルス・バルセロナ国際音楽演奏コンクール 室内楽部門 第2位

## 教育機関での指導歴
- 1984年 - 1991年：大阪音楽大学
- 1991年から桐朋学園大学、大学院音楽学部、2022年学部長で定年専任退職。
- 2023年まで特任名誉教授として後進の指導にあたる。

## 親族
- 小森谷巧（ヴァイオリニスト） - 弟
- 小森谷裕子（ピアニスト） - 義妹、巧の妻
- 小森谷徹（リポーター、俳優） - いとこ
- 小森谷朋子 - 妻
- 小森谷有生（日本経済新聞社記者） - 長男
- 生江義男（教育者） - 妻・朋子の父